# Thompson Twins
Thompson Twins fue un grupo de new wave y pop británico de gran éxito en los años ochenta con ventas estimadas en 50 millones de copias. El nombre del grupo está tomado del nombre en inglés de los gemelos investigadores que aparecen en las historias de Las Aventuras de Tintín conocidos como Thomson y Thompson (Hernández y Fernández, en las historias en idioma español).

## Inicios
En 1977, el grupo tenía como integrantes a Tom Bailey (nació el 18 de enero de 1954 en Halifax, Yorkshire), Pete Dodd, John Roog y Jon Podgorski (conocido como "Pod"). Dodd y Roog se conocían desde los 13 años de edad. El grupo viajó desde Sheffield hasta Londres sin Pod, quien decidió quedarse en el norte. Debido a la falta de dinero ocupaban ilegalmente una vivienda en Lillieshall Road, Londres. La futura integrante del grupo Alannah Currie vivía de la misma forma en esa calle y de esa manera conoció a Bailey. En la misma casa vivía John Hade, quien se encargaba del equipamiento del grupo y él sería quien en el futuro se convertiría en su mánager y en factor clave de su éxito internacional.
El grupo firmó con Rupert Merton un contrato que les permitió buscar un sello discográfico. Llegado 1981 en el grupo estaban Bailey, Dodd, Roog y 3 nuevos miembros: Chris Bell, Joe Leeway y Jane Shorter. Con esta formación grabaron su primer álbum "A Product of ... (Participation)". Alannah Currie, cantó en este álbum pero no era parte del grupo. Eran tiempos duros ya que tocaban mucho pero ganaban poco. Después del primer álbum Jane Shorter se retiró, Alannah Currie se hizo integrante oficial, y entró Matthew Seligman, remplazando a Bailey en el bajo. Tom Bailey, se dedicó a tocar los teclados del grupo. Firmaron con Arista Records para un segundo álbum llamado "Set", el cual contenía la canción "In The Name Of Love", cantada y escrita por Bailey. Gracias a esa canción, el álbum entró a la lista Billboard 200. Se destaca que este Hit también formó parte de la banda sonora de la película "Los Cazafantasmas" de 1984. (La canción suena de fondo, en una radio, mientras Egon, Peter y Ray reciben el llamado de su primer cliente)

## El trío y el éxito
Después del éxito de "In The Name Of Love", Tom Bailey, Alannah Currie y Joe Leeway decidieron continuar con el sonido de esta canción y formaron un grupo paralelo llamado "The Bermuda Triangle" que no tuvo ninguna relevancia. Entonces, en abril de 1982 Bailey decide hacer que Thompson Twins sea un trío (Bailey, Currie y Leeway). Los tres decidieron irse primero a Egipto y después a Las Bahamas para escapar del sonido de Londres. Al volver se encerraron a grabar su siguiente álbum llamado "Quick Step & Side Kick" y que produjo canciones de éxito como "Lies","Love On Your Side","We Are Detective" y "Watching" que estuvieron en listas del Reino Unido y de Estados Unidos, también se rescató el tema "If You Were Here" para la película "Sixteen Candles" de
1984.
A finales de 1983 se lanzó la canción "Hold Me Now" que cambió el rumbo del grupo al llegar a lo más alto de las listas y encumbrarlos como un grupo con una actitud más madura en composición y creación musical. A esta canción le siguieron los éxitos "Doctor! Doctor!", "You Take Me Up", "Sister of Mercy" y "The Gap". El álbum al que corresponden éstas canciones llamado "Into The Gap" vendió más de 5 millones de unidades.
Trabajando en el álbum siguiente Tom Bailey sufrió una crisis nerviosa. Nile Rodgers (exguitarrista de Chic) fue llamado posteriormente para ayudar a finalizar el álbum que apareció en 1985 con el nombre "Here's To Future Days" con
su hit "Lay Your Hands On Me" y éxitos como "Don't Mess The Doctor Dream","King for a Day" y "Revolution" de The Beatles. Por esa época fue el concierto Live Aid en el cual participaron junto a Madonna, quien estaba reciente en el circuito de la fama. Una gira planeada por el Reino Unido se canceló debido a la crisis de Bailey. Posteriormente hicieron una gira por Estados Unidos y Japón.

## El Final
Joe Leeway abandonó el grupo en 1986 y el dúo resultante (Bailey y Currie) continuaron por 7 años más. En 1987 lanzaron "Close To the Bone" que contenía el sencillo "Get That Love" que llegó al 31 en Estados Unidos. En 1989 sacaron al mercado el álbum "Big Trash" y la canción "Sugar Daddy" llegó al puesto 28 siendo la última vez con éxito en listas. En 1991 lanzaron "Queer" con varios sencillos de corte tecno que pusieron a sonar bajo el falso nombre de Feedback Max, para despistar a los DJs de las discotecas acerca de los artistas que había detrás de las canciones. El sencillo "Come Inside" llegó al número 7 en las listas Dance de Estados Unidos y número uno en las mismas listas en Reino Unido. Sin embargo, cuando se descubrió que detrás de todo estaban los Thompson Twins las ventas cayeron.
En 1988 Bailey y Currie tuvieron un hijo juntos, en 1991 se casaron en Las Vegas y se mudaron a Nueva Zelanda con sus dos hijos. En 1993 el grupo desapareció y Bailey junto a Currie se unieron a Keith Fernley para formar un grupo llamado Babble.
Babble se desintegró en 1998, y a partir de ahí Tom empezó a participar en otros proyectos. Después de Babble, Alannah decidió dejar atrás la música y montó un taller fundidor de vidrio en Auckland.
En 1999, Tom produjo y tocó los teclados en el exitoso álbum "Mix" de la banda neozelandeza "Stellar" y ganó el premio "El productor del año", premio equivalente a los Gramyms en Nueva Zelanda. También ha contribuido en los arreglos de soundtracks y proporcionado música instrumental a varios filmes. Además es productor de una banda llamada "International Observer" con quien sigue trabajando en la actualidad.

## SigloXXI
En 2003 Tom y Alannah se divorciaron. Se mudaron de Nueva Zelanda y ahora viven en Londres por separado.
Tom Bailey ha estado trabajando en un nuevo proyecto llamado "Holiwater". En India y Nueva Zelanda. El proyecto es una colaboración entre músicos incluyendo al fotógrafo renombrado Andrei Jewell, creador del proyecto, Youth, James Pinker, Isacc Tucker y los músicos hindúes: Vikash Maharaj y su hijo Prabash Maharaj. 
En estos momentos se encuentran trabajando en la creación de un álbum.
Tom Bailey reside en Francia, con su segunda esposa Lauren Drescher.

## Discografía

### Álbumes Oficiales
- A Product of ... (Participation) (1981)
- Set (1982)
- Quick Step and Side Kick (1983) (llamado Side Kicks en Norteamérica y Japón)
- Into the Gap (1984)
- Here's to Future Days (1985)
- Close to the Bone (1987)
- Big Trash (1989)
- Queer (1991)
- Into The Gap (Deluxe edition) (2024)

### Compilaciones
- In the Name of Love (compilado lanzado en los Estados Unidos con canciones de los dos primeros discos) (1982)
- The Best of Thompson Twins: Greatest Mixes (1988)
- Thompson Twins - Greatest Hits (1990)
- Hold Me Now (Thompson Twins album) (1993)
- Love on Your Side - The Best of Thompson Twins (2007)
- Remixes & Rarities: Collection of Classic 12' (2014)